# Żeliszew Podkościelny (gromada)
Żeliszew Podkościelny – dawna gromada, czyli najmniejsza jednostka podziału terytorialnego Polskiej Rzeczypospolitej Ludowej w latach 1954–1972.
Gromady, z gromadzkimi radami narodowymi (GRN) jako organami władzy najniższego stopnia na wsi, funkcjonowały od reformy reorganizującej administrację wiejską przeprowadzonej jesienią 1954 do momentu ich zniesienia z dniem 1 stycznia 1973, tym samym wypierając organizację gminną w latach 1954–1972.
Gromadę Żeliszew Podkościelny z siedzibą GRN w Żeliszewie Podkościelnym utworzono – jako jedną z 8759 gromad – w powiecie siedleckim w woj. warszawskim, na mocy uchwały nr VI/10/18/54 WRN w Warszawie z dnia 5 października 1954. W skład jednostki weszły obszary dotychczasowych gromad Dobrzanów, Kłódzkie, Łęki, Marysin, Ozorów, Skarżyn, Trzemuszka, Żeliszew Duży i Żeliszew Podkościelny ze zniesionej gminy Żeliszew w tymże powiecie. Dla gromady ustalono 26 członków gromadzkiej rady narodowej.
31 grudnia 1959 do gromady Żeliszew Podkościelny przyłączono obszar zniesionej gromady Koszewnica w tymże powiecie (bez wsi Kępa).
Gromada przetrwała do końca 1972 roku, czyli do kolejnej reformy gminnej.